# فين هيلجيسين
فين هيلجيسين (بالنرويجية البوكمول: Finn Helgesen)‏ هو متزلج سريع نرويجي، ولد في 25 أبريل 1919 في درامن في النرويج، وتوفي في 3 سبتمبر 2011 في لورينسكوغ في النرويج.

## وصلات خارجية
- فين هيلجيسين على موقع SpeedSkatingBase.eu (الإنجليزية)
- فين هيلجيسين على موقع SpeedSkatingNews.info (الإنجليزية)
- فين هيلجيسين على موقع SpeedSkatingStats.com (الإنجليزية)
- فين هيلجيسين على موقع اللجنة الأولمبية الدولية (الإنجليزية)
- فين هيلجيسين على موقع أوليمبيديا (الإنجليزية)